# AEW Full Gear
Full Gear es un evento anual de pago-por-evento de lucha libre profesional producido por la empresa estadounidense All Elite Wrestling desde 2019. El nombre del evento se celebra anualmente alrededor del Día de los Veteranos.

## Fechas y lugares de Full Gear
| Evento         | Fecha                   | Lugar                   | Estadio           | Asistencia | Evento principal                    |       |
| -------------- | ----------------------- | ----------------------- | ----------------- | ---------- | ----------------------------------- | ----- |
| Full Gear 2019 | 9 de noviembre de 2019  | Baltimore, Maryland     | Royal Farms Arena | 8.200      | Jon Moxley vs. Kenny Omega          | [ 1 ] |
| Full Gear 2020 | 7 de noviembre de 2020  | Jacksonville, Florida   | Daily's Place     | 1.000      | Jon Moxley vs. Eddie Kingston       |       |
| Full Gear 2021 | 13 de noviembre de 2021 | St. Louis, Missouri     | Chaifetz Arena    | 10.442     | Kenny Omega vs. "Hangman" Adam Page |       |
| Full Gear 2022 | 19 de noviembre de 2022 | Newark, Nueva Jersey    | Prudential Center | 12.106     | Jon Moxley vs. MJF.                 |       |
| Full Gear 2023 | 18 de noviembre de 2023 | Los Angeles, California | Kia Forum         | –          | MJF vs. Jay White                   |       |
| Full Gear 2024 | 23 de noviembre de 2024 | Newark, New Jersey      | Prudential Center | -          | Jon Moxley vs. Orange Cassidy       |       |
| Full Gear 2025 | 22 de noviembre de 2025 | Newark, New Jersey      | Prudential Center |            |                                     |       |